# Пјане Фаваро (Кјети)
Пјане Фаваро (итал. Piane Favaro) је насеље у Италији у округу Кјети, региону Абруцо.
Према процени из 2011. у насељу је живело 175 становника. Насеље се налази на надморској висини од 109 м.